# Миопорум яркий
Миопо́рум я́ркий (лат. Myoporum laetum) — типовой вид рода Миопорум (Myoporum) семейства Норичниковые (Scrophulariaceae).

## Ботаническое описание
Быстрорастущий вечнозелёный кустарник или небольшое дерево высотой до 10 м, первоначально имеет правильную куполовидную форму, однако впоследствии она утрачивается, так как многие ветви ломаются. Кора коричневатая, морщинистая.
Листья снабжены маленькими пузырьками с маслами в виде белых и жёлтых капелек, что делает растение легко отличимым от других кустарников.
Возможно вегетативное размножение путём черенкования с использованием корневых фитогормонов. Через 5—9 недель на любом субстрате черенок сформирует корни.
Цветки белые, с пурпурными пятнами, цветение происходит с середины весны до середины лета. Цветки двуполые, собраны в пазушные цимозные соцветия, венчик пятичленный, 1,5—2 см в поперечнике. Завязь верхняя, с двумя отсеками.
Плод — ярко-красная костянка 6—9 мм длиной. Семена 5—8 мм длиной, ярко-коричневого, слегка рыжеватого цвета. Рекомендуется стратификация для ускорения прорастания. Без этого прорастание семени сожет занять несколько месяцев, однако, если уменьшить толщину кожуры, подрезав её ножом или наждачной бумагой, можно ускорить этот процесс.

## Распространение и местообитание
Растёт в низинных лесах и на побережье Новой Зеландии. Миопорум яркий был интродуцирован в некоторых странах, например в Испании, Португалии, Чили и США. В Калифорнии вид признан инвазивным.

## Токсичность
Листья содержат токсин нгайон (на языке маори растение называется Ngaio — нгайо), который может вызвать тошноту или смерть у скота, например лошадей, коров, овец и свиней.

## Хозяйственное значение и применение
Маори растирают кожу листьями миопорума яркого для отпугивания москитов.